# Choroby roślin

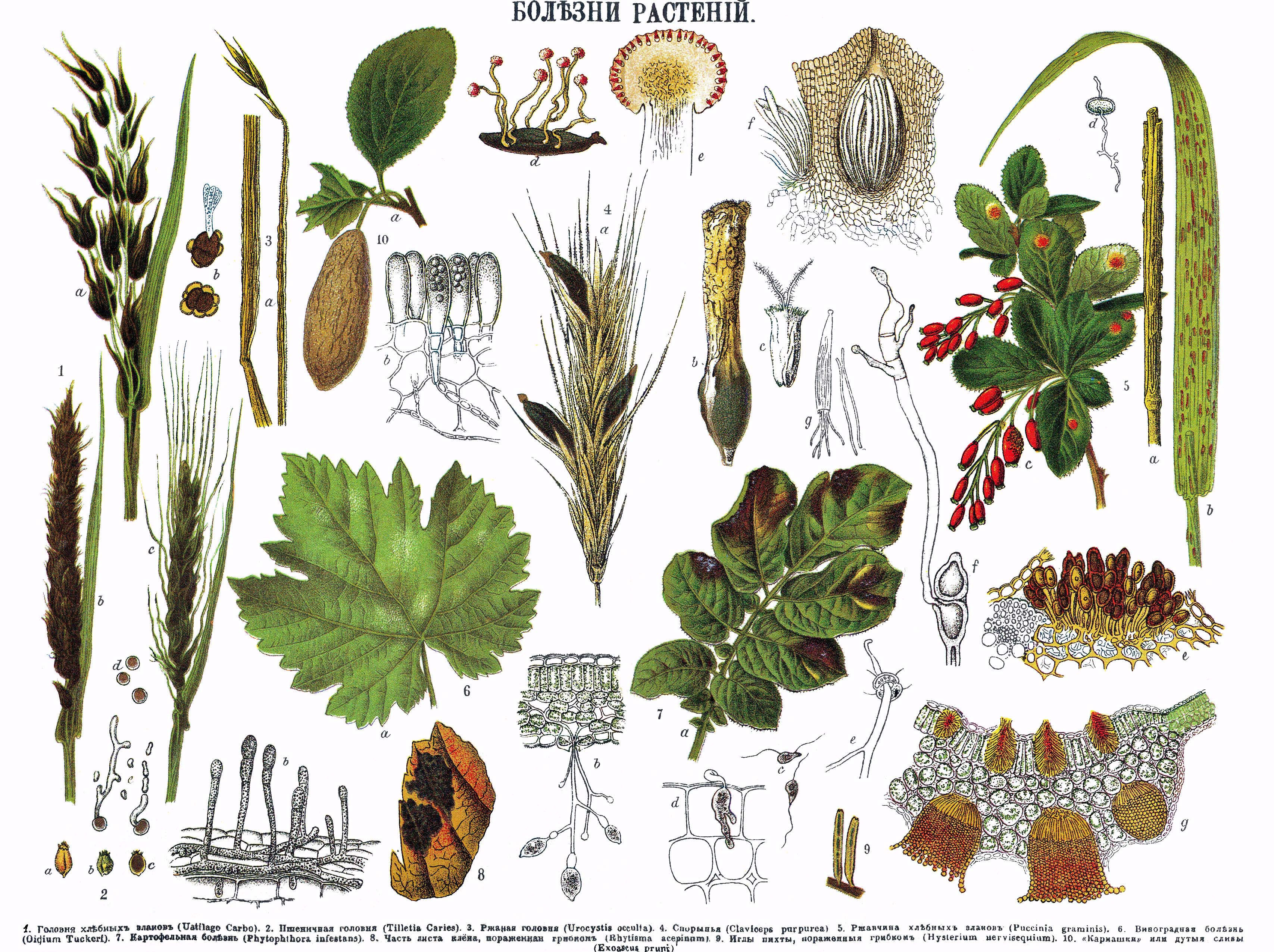

Choroby roślin – wszelkie dłużej trwające naruszenie równowagi w czynnościach życiowych rośliny przez jakikolwiek czynnik chorobotwórczy.
Nauka o chorobach roślin to fitopatologia.

## Czynniki chorobotwórcze
Wśród czynników chorobotwórczych można wyróżnić czynniki:
- nieinfekcyjne – choroba się nie rozprzestrzenia, dlatego nie ma nowych roślin z wyraźnymi objawami. Czynnik nieinfekcyjny diagnozuje się wykluczając w pierwszej kolejności czynniki infekcyjne. Do czynników nieinfekcyjnych należą: zbyt niska wilgotność powietrza, niska i wysoka temperatura, niedostatek światła, zanieczyszczenie środowiska, odczyn gleby, wady genetyczne, środki ochrony roślin, kwaśne deszcze oraz wiatr i grad. Nieinfekcyjne choroby roślin wywołuje najczęściej brak lub nadmiar składników pokarmowych[2].
- infekcyjne – są to czynniki, które dokonują infekcji po fizycznym zetknięciu się z rośliną. Następnie rosną, rozwijają się i rozmnażają na niej lub w niej. Czynniki infekcyjne są nazywane patogenami. Do czynników infekcyjnych należą:
  - wirusy i wiroidy
  - fitoplazmy
  - bakterie
  - grzyby
  - pasożytnicze rośliny nasienne
  - chromisty
  - pierwotniaki[1].

Pod względem pasożytnictwa, patogeny można podzielić na:
- pasożyty obligatoryjne (bezwzględne, ścisłe) – rozwijają się i rozmnażają wyłącznie w żywych komórkach roślin np. wiroidy czy grzyby z rzędu Erysiphales
- pasożyty fakultatywne (względne, fakultatywne) – różnią się tym od pasożytów bezwzględnych, że w pewnych okolicznościach mogą się rozwijać na martwej substancji organicznej np. grzyby workowce (Ascomycota)
- pasożyty okolicznościowe (względne, fakultatywne) – są to tzw. patogeny słabości. Atakują roślinę, kiedy ta jest osłabiona lub uszkodzona[1].

## Objawy chorobowe
- osłabienie wzrostu roślin i karłowatość
- zmiany zabarwienia:
  - mozaiki (infekcyjne chlorozy) – zahamowanie syntezy barwnika lub utrata chlorofilu na części powierzchni liścia. Mozaiki mogą być ostre i łagodne.
  - białaczka, żółtaczka i chloroza – zahamowanie syntezy chlorofilu. Brak niektórych składników pokarmowych (N, Mg, Fe).
  - rozbicie barwy – rozkład antocyjanów np. pstrość tulipana[1].
- nekrozy – obumieranie komórek, grup komórek określonej tkanki lub całych tkanek, a nawet całych roślin. Ich szczególną odmianą są:
  - zgnilizny – zamieranie tkanek wywołane przez niektóre bakterie i grzyby
  - zgorzele – nekrozy prowadzące do zamierania całych organów.
- więdnięcie,
- zniekształcenia: skarłowacenie, dziwotwory, kędzierzowatość i inne
- narośle
- zrakowacenie
- oznaki etiologiczne
- rany, wydzieliny.
- obumieranie części rośliny lub całych roślin[1].

## Rodzaje chorób
- Nieinfekcyjne choroby roślin
- Infekcyjne choroby roślin:
  - Choroby roślin wywołane przez wiroidy
  - Wirusowe choroby roślin. Wywołują je wirusy, które wnikają głównie do komórek skórki. Tylko niektóre wnikają głębiej np. do miękiszu, ale jest to spowodowane wprowadzeniem ich przez wektory. Wirusy nie mogą same się rozmnażać, dlatego też wykorzystują do tego celu metabolizm rośliny. Namnażanie wirusa polega na replikacji, następnie na biosyntezie białka kapsydu i łączeniu obu tych elementów.
  - Bakteriozy roślin: Choroby wywoływane przez bakterie. Objawami może być więdnięcie roślin, powstawanie na nich narośli, zgnilizny, plamistość oraz nekroza.
  - Choroby roślin wywołane przez lęgniowce
  - Grzybowe choroby roślin. Choroby wywołane przez grzyby
  - Choroby roślin wywołane przez pierwotniaki[1].